# Bømlo
Bømlo là một xã ở hạt Hordaland, Na Uy.